# Hiéroglyphe égyptien S30
Le linge et vipère, en hiéroglyphes égyptiens, est classifié dans la section S « Couronnes, vêtements, sceptres, etc. » de la liste de Gardiner ; il y est noté S30.

## Représentation
Il représente la combinaison en monogramme d'un linge (hiéroglyphe S29) et d'une vipère à corne (hiéroglyphe I9). Il est translittéré sf.

## Utilisation
| S29 |

| S29 |

| I9 |

| I9 |

| S30 | N5 |

| S30 | N5 |

| S30 | N5 |

| S30 | N5 |

| I9 |

| I9 |

| S30 | N5 |

| S30 | N5 |

| S30 | N5 |

| S30 | N5 |

snnw.f « son second »). 